# Tirreno-Adriático 1981
La XVI edición del Tirreno-Adriático se disputó entre el 14 y el 19 de marzo de 1981 con un recorrido de 835 kilómetros con salida en Roma y llegada a San Benedetto del Tronto. El ganador de la carrera fue el italiano Francesco Moser del Famcucine-Campagnolo.

## Etapas
| Etapa   | Fecha       | Recorrido                             | km    | Ganador          | Líder           |
| ------- | ----------- | ------------------------------------- | ----- | ---------------- | --------------- |
| Prólogo | 14 de marzo | Roma - Roma (CRI)                     | 4,3   | Francesco Moser  | Francesco Moser |
| 1ª      | 15 de marzo | Roma - Chianciano Terme               | 205,0 | Marino Amadori   | Marino Amadori  |
| 2ª      | 16 de marzo | Chianciano Terme - Civitanova Marche  | 222,0 | Giuseppe Saronni | Marino Amadori  |
| 3ª      | 17 de marzo | Civitanova Marche - Montegiorgio      | 183,7 | Giuseppe Saronni | Marino Amadori  |
| 4ª      | 18 de marzo | Corropoli - Nereto                    | 202,0 | Raniero Gradi    | Marino Amadori  |
| 5ª      | 19 de marzo | S.B del Tronto - S.B del Tronto (CRI) | 18,0  | Roy Schuiten     | Francesco Moser |

## Clasificaciones finales

### General
| Posición | Ciclista            | Equipo                 | Tiempo      |
| -------- | ------------------- | ---------------------- | ----------- |
| 1        | Francesco Moser     | Famcucine-Campagnolo   | 21h 00' 38" |
| 2        | Raniero Gradi       | Sammontana-Benotto     | + 35"       |
| 3        | Marino Amadori      | Magniflex-Olmo         | + 58"       |
| 4        | Stefan Mutter       | Cilo-Aufina            | + 1' 12"    |
| 5        | Bruno Leali         | Inoxpran               | + 2' 06"    |
| 6        | Maurice Le Guilloux | Renault-Elf-Gitane     | + 2' 06"    |
| 7        | Henk Lubberding     | TI-Raleigh             | + 2' 15"    |
| 8        | Alfio Vandi         | Selle San Marco-Wilier | + 2' 18"    |
| 9        | Claudio Bortolotto  | Santini-Selle Italia   | + 2' 24"    |
| 10       | Josef Fuchs         | Cilo-Aufina            | + 2' 43"    |